# 劉幹 (蜀漢)
劉幹（？—？），南鄉人。三國時蜀漢官員，官至巴西太守。

## 生平
劉備平定益州後，設置鹽府校尉，司鹽校尉王連提拔呂乂、南陽杜祺、南鄉劉幹並為典曹都尉。
劉幹、杜祺、呂乂相當友好，當時皆名聲在外，受人稱讚，但在儉素守法方面，都比不上呂乂。